# Misiuni diplomatice în Bulgaria

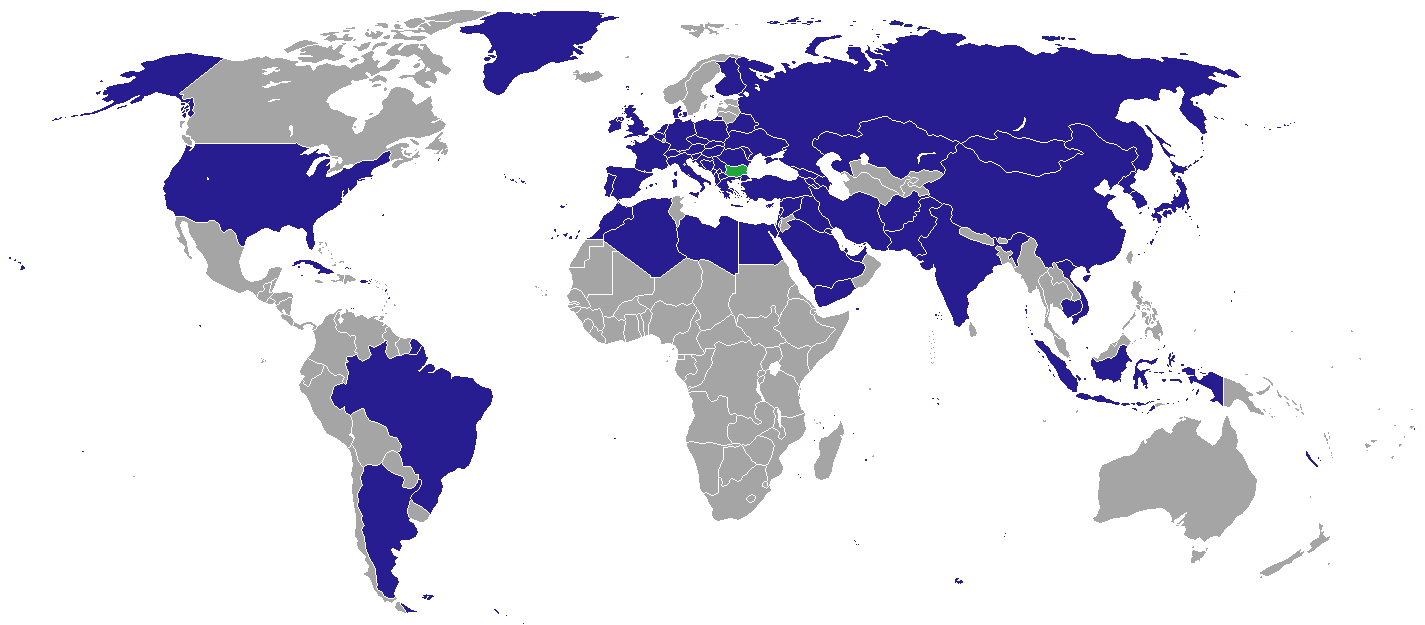
Harta țărilor cu misiuni diplomatice în Bulgaria

Lista misiunilor diplomatice în Bulgaria este o listă a reprezentanțelor organizațiilor internaționale și misiunilor diplomatice din Republica Bulgaria. Capitala țării, Sofia, găzduiește 70 de ambasade. Consulate se găsesc în Burgas, Plovdiv, Ruse și Varna.

## Reprezentanțe ale organizațiilor internaționale
- Reprezentanța Înaltului Comisariat al Națiunilor Unite pentru Refugiați
- Reprezentanța UNICEF
- Reprezentanța Băncii Mondiale
- Reprezentanța Fondului Monetar Internațional pentru Bulgaria și România
- Reprezentanța Băncii Europene pentru Reconstrucție și Dezvoltare
- Biroul de Informare al Parlamentului European din Bulgaria
- Reprezentanța Comisiei Europene în Bulgaria
- Reprezentanța Organizației Internaționale pentru Migrație
- Reprezentanța Organizației Mondiale a Sănătății

## Misiuni diplomatice

### Ambasade dinSofia
- Afganistan
- Albania
- Algeria
- Argentina
- Armenia
- Austria
- Azerbaidjan
- Belarus
- Belgia
- Bosnia și Herțegovina
- Brazilia
- Cambodia
- China
- Croația
- Cuba
- Cipru
- Cehia
- Danemarca
- Egipt
- Finlanda
- Franța
- Georgia
- Germania
- Grecia
- Vatican
- Ungaria
- India
- Indonezia
- Iran
- Irak
- Irlanda
- Israel
- Italia
- Japonia
- Kazahstan
- Kosovo
- Kuwait
- Liban
- Libia
- Republica Moldova
- Mongolia
- Muntenegru
- Maroc
- Țările de Jos
- Coreea de Nord
- Macedonia de Nord
- Pakistan
- Autoritatea Națională Palestiniană
- Polonia
- Portugalia
- Qatar
- România
- Rusia
- Arabia Saudită
- Serbia
- Slovacia
- Slovenia
- Africa de Sud
- Coreea de Sud
- Ordinul Suveran al Cavalerilor de Malta
- Spania
- Elveția
- Siria
- Turcia
- Ucraina
- Emiratele Arabe Unite
- Regatul Unit
- Statele Unite ale Americii
- Vietnam
- Yemen

### Alte misiuni diplomatice din Sofia
- Uniunea Europeană (delegație)
- Nigeria (birou de legătură)
- Oman (birou de reprezentare)

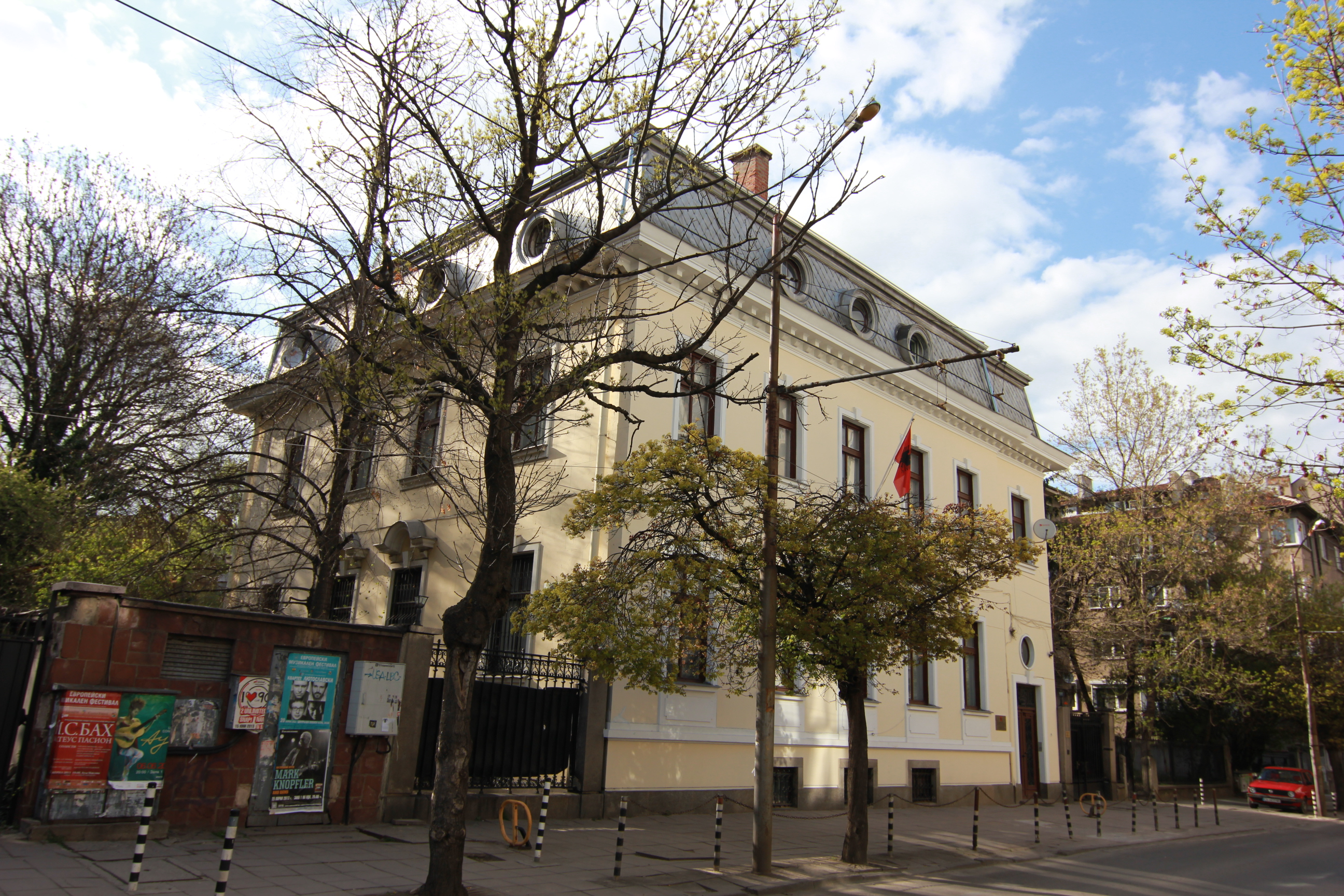
Ambasada Albaniei
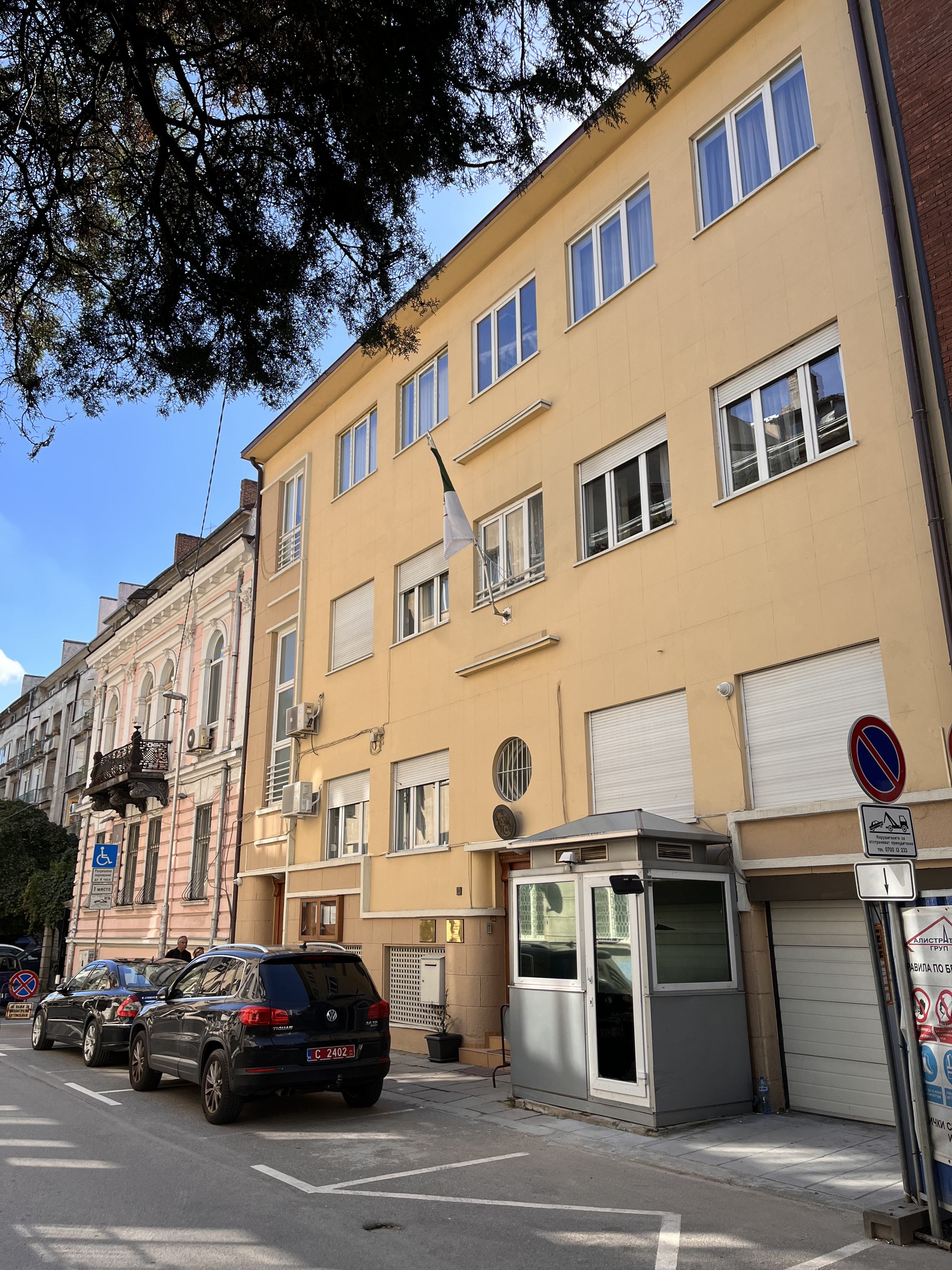
Ambasada Algeriei
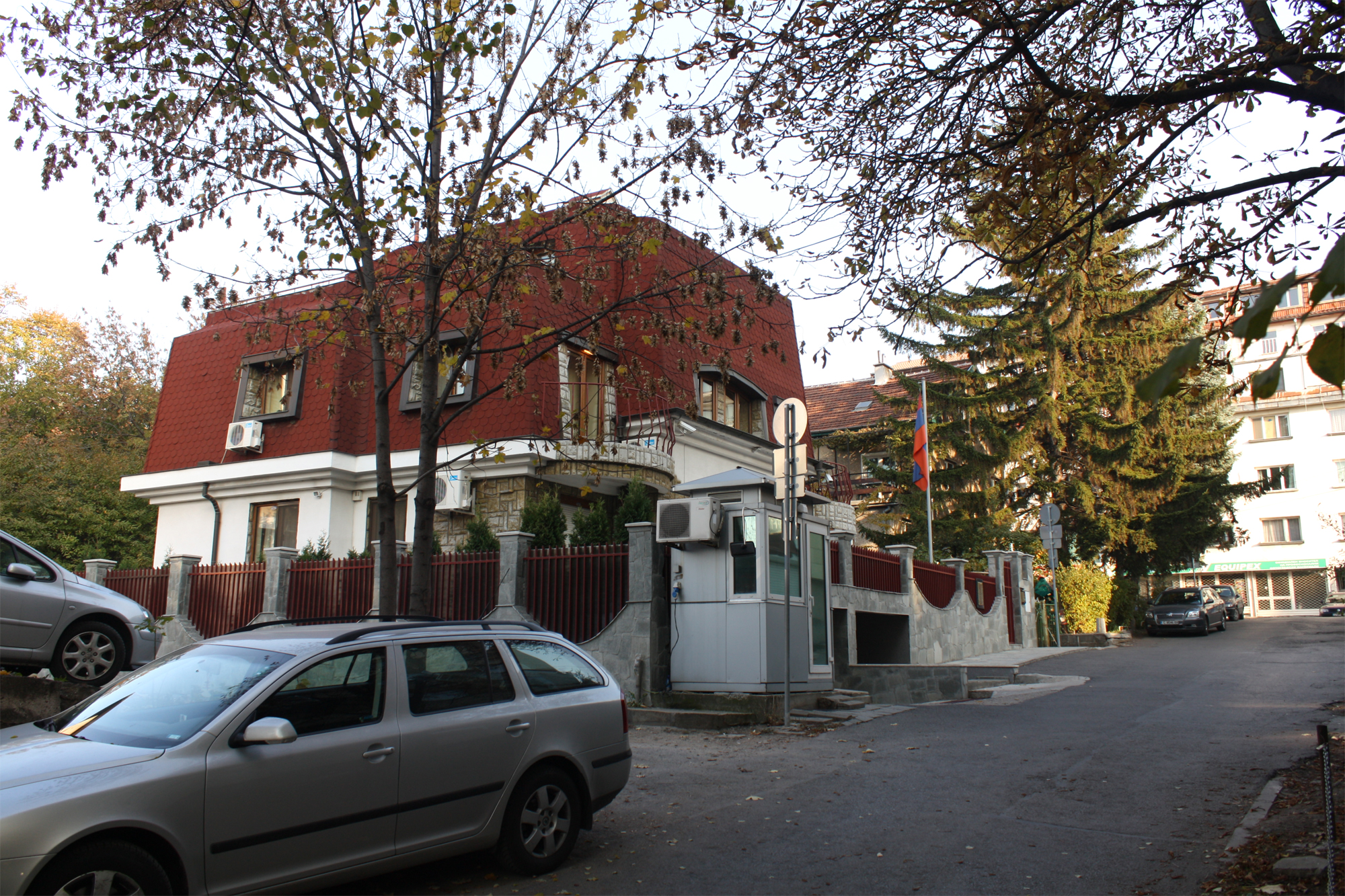
Ambasada Armeniei
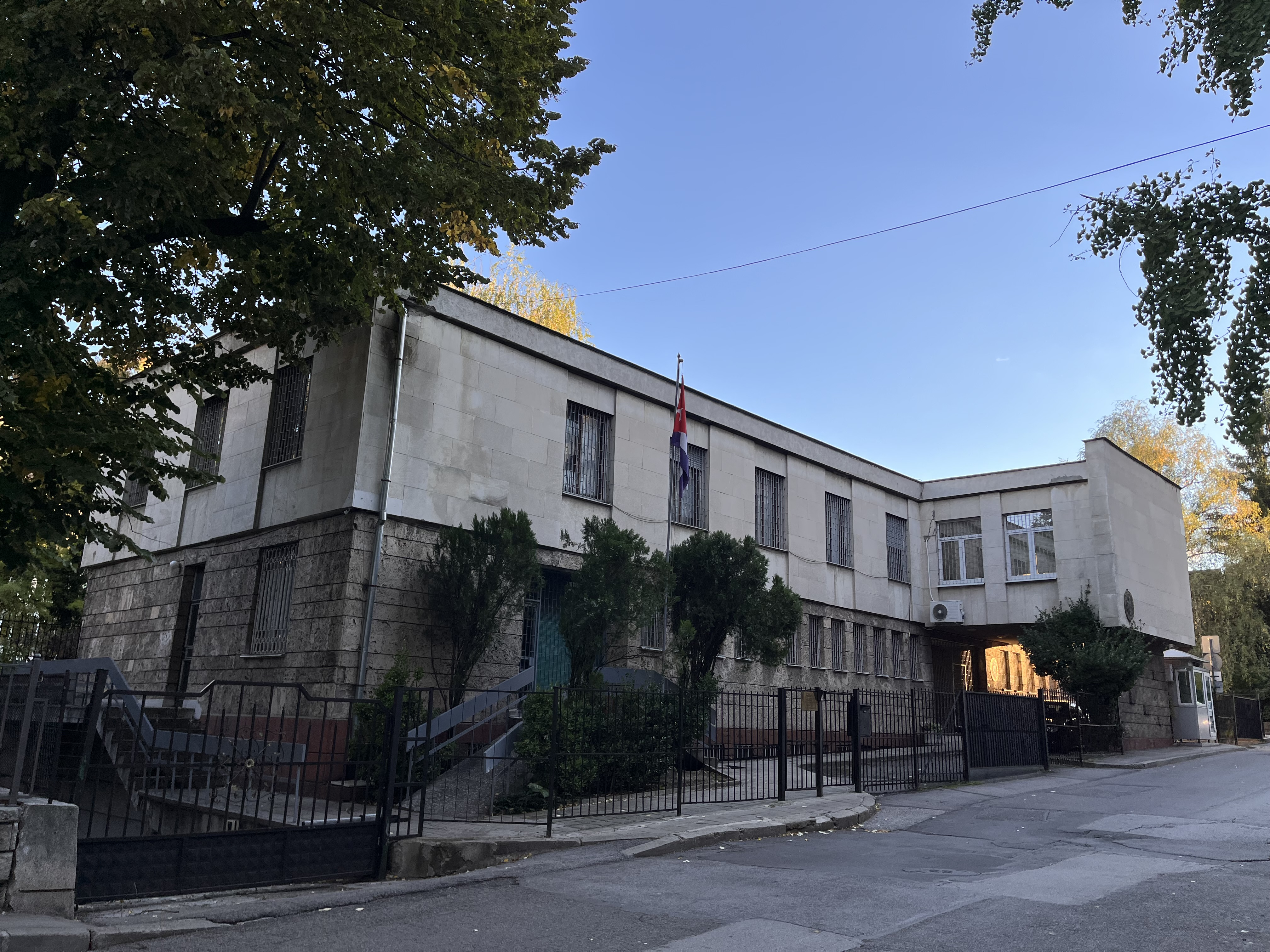
Ambasada Cubei
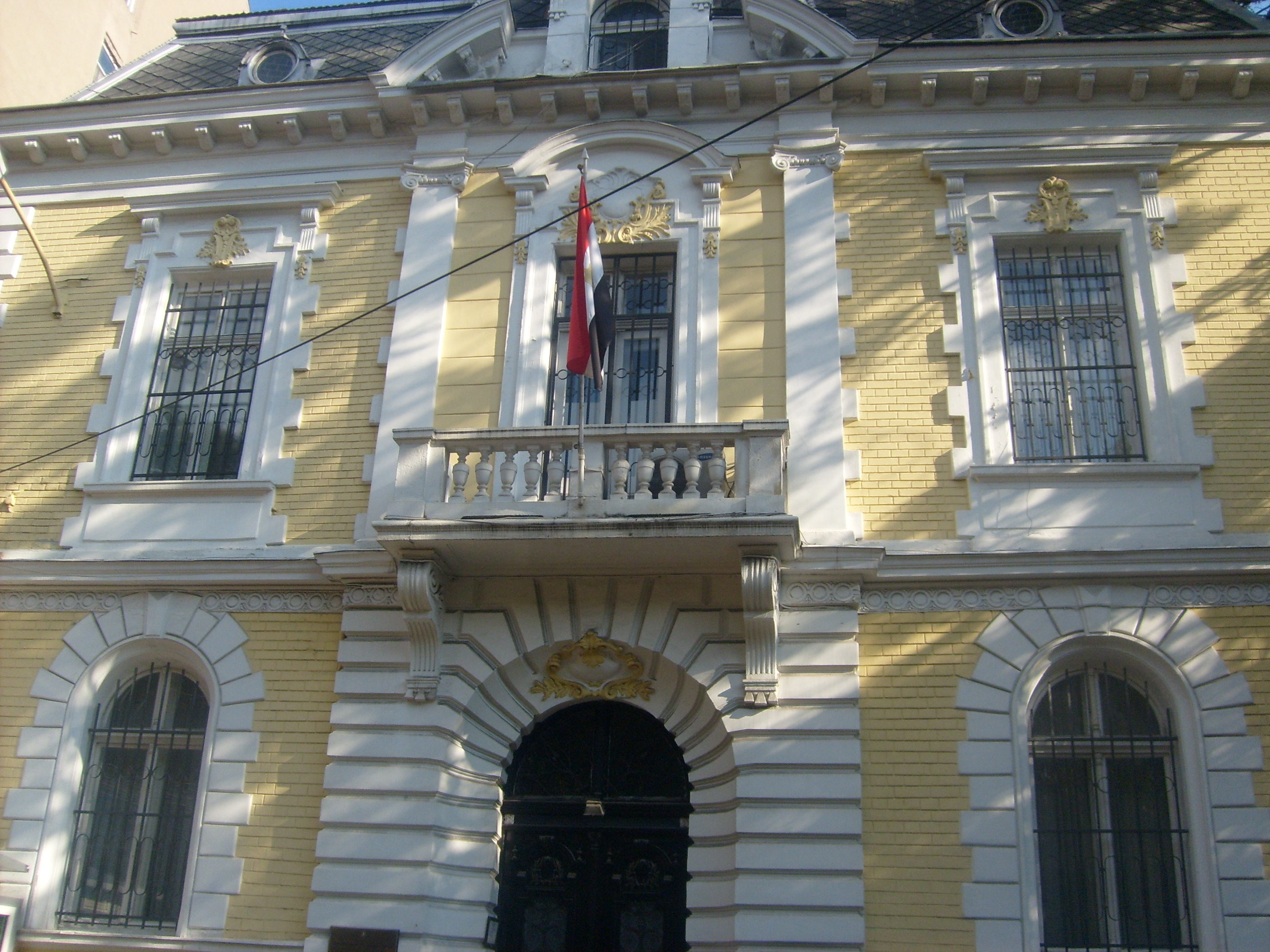
Ambasada Egiptului
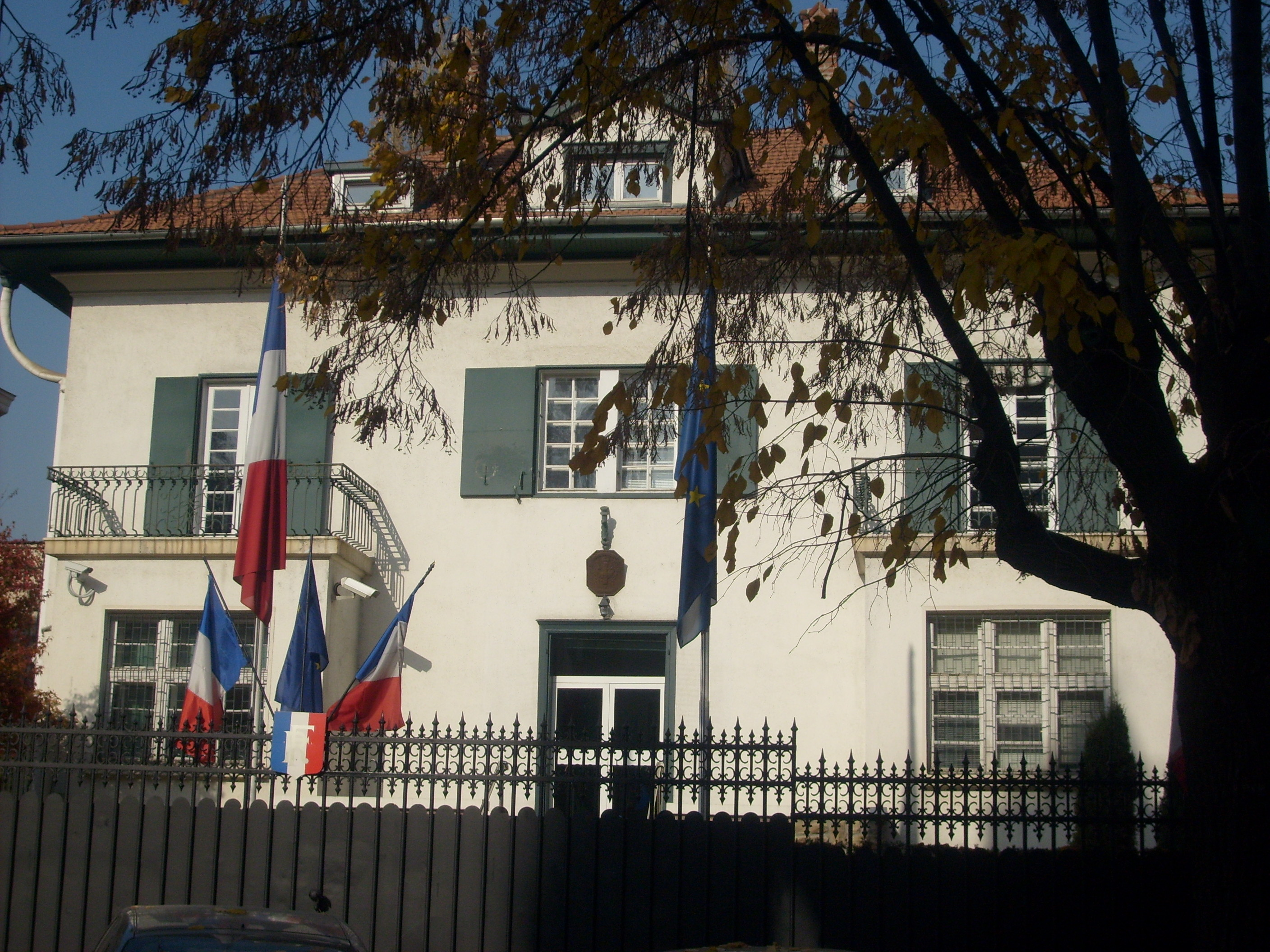
Ambasada Franței
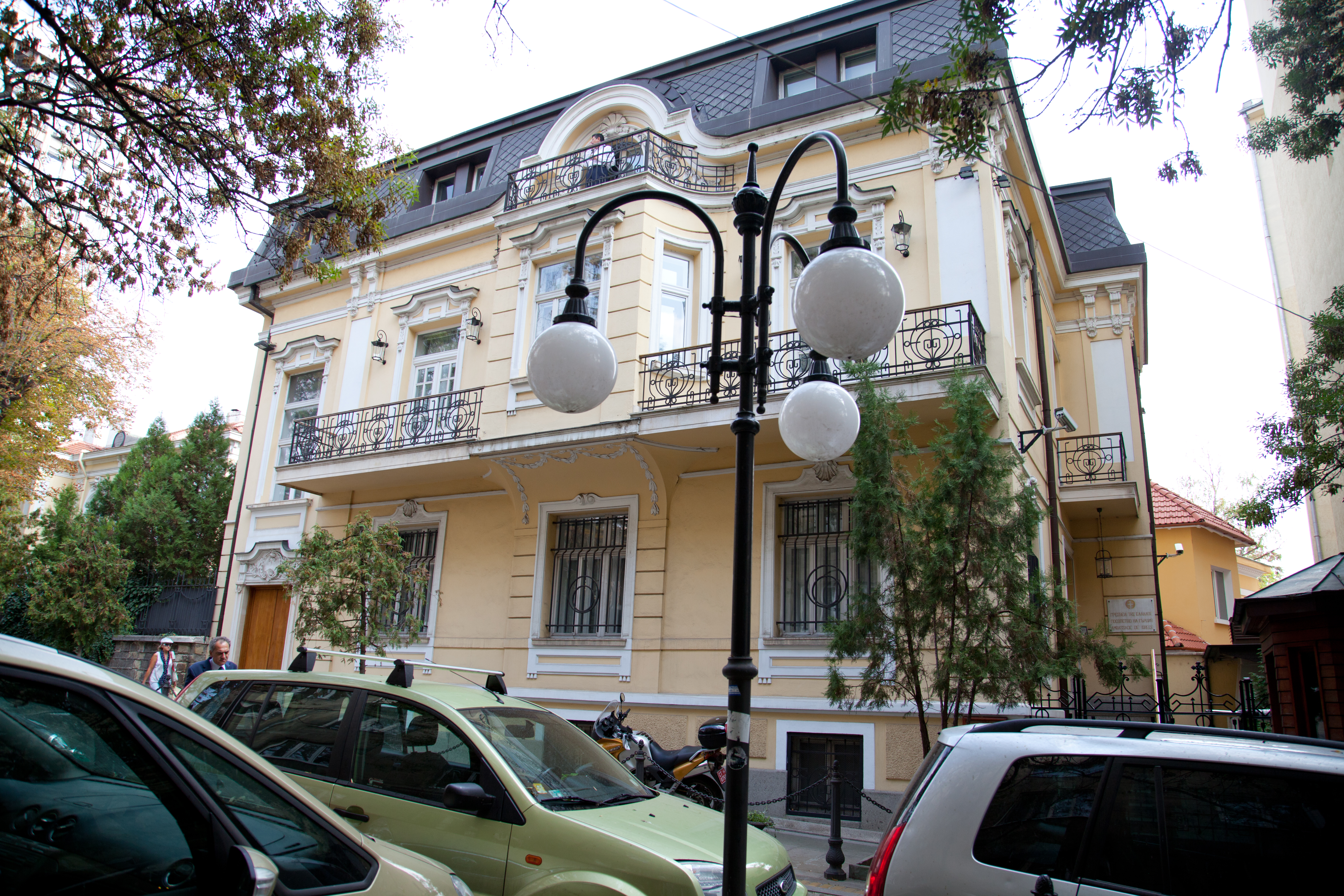
Ambasada Greciei
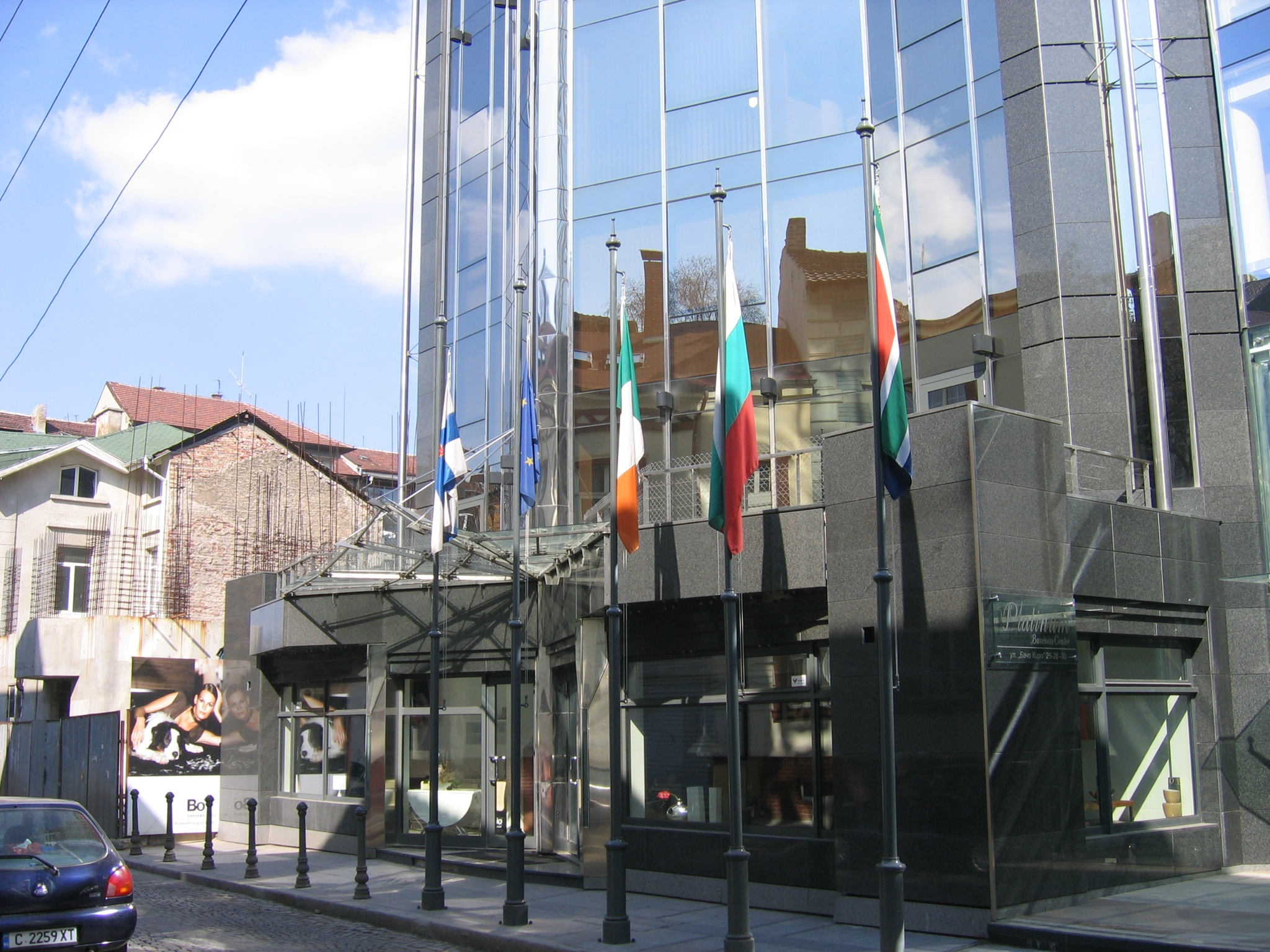
Ambasadele Finlandei, Irlandei și Africii de Sud
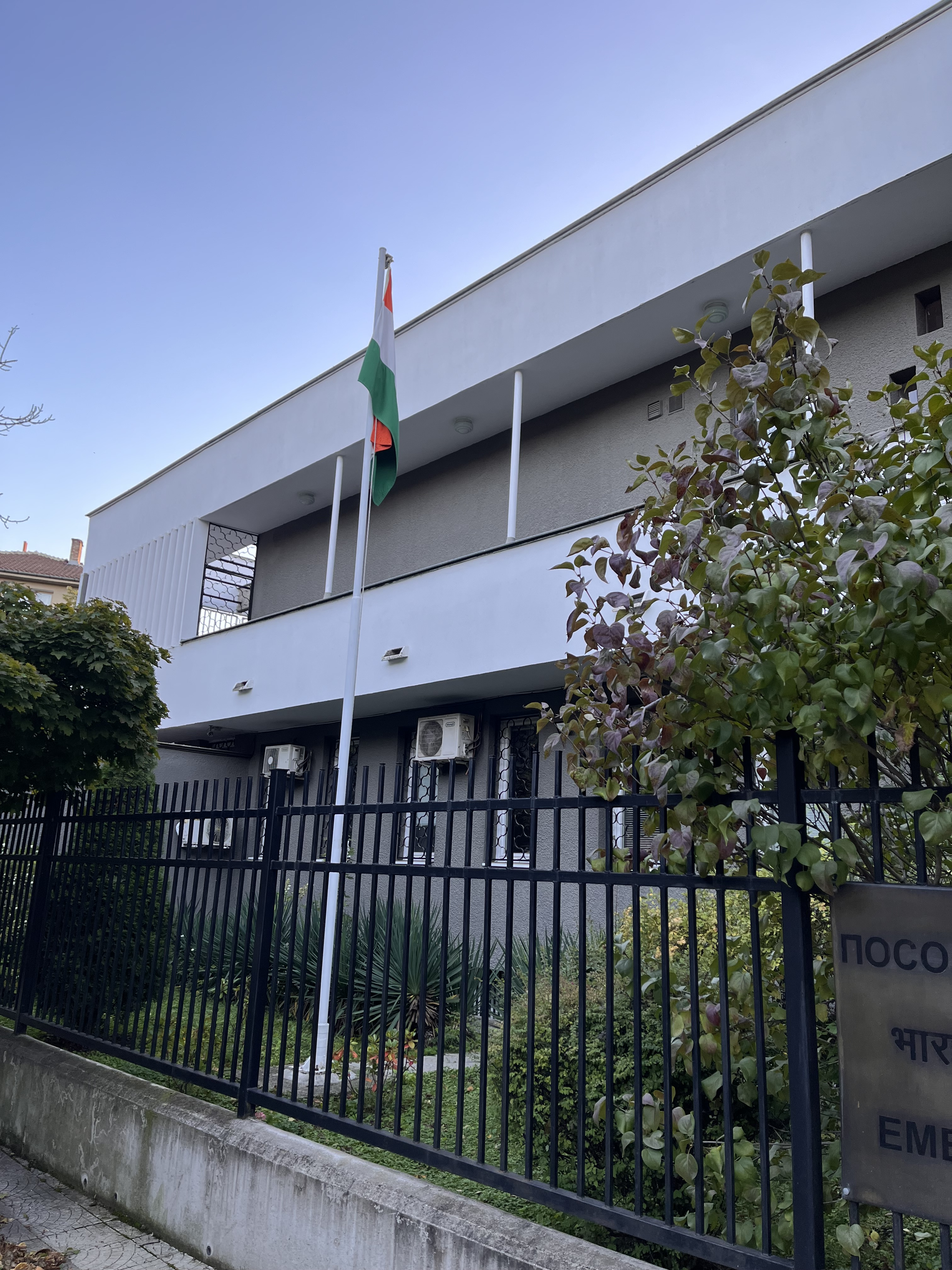
Ambasada Indiei
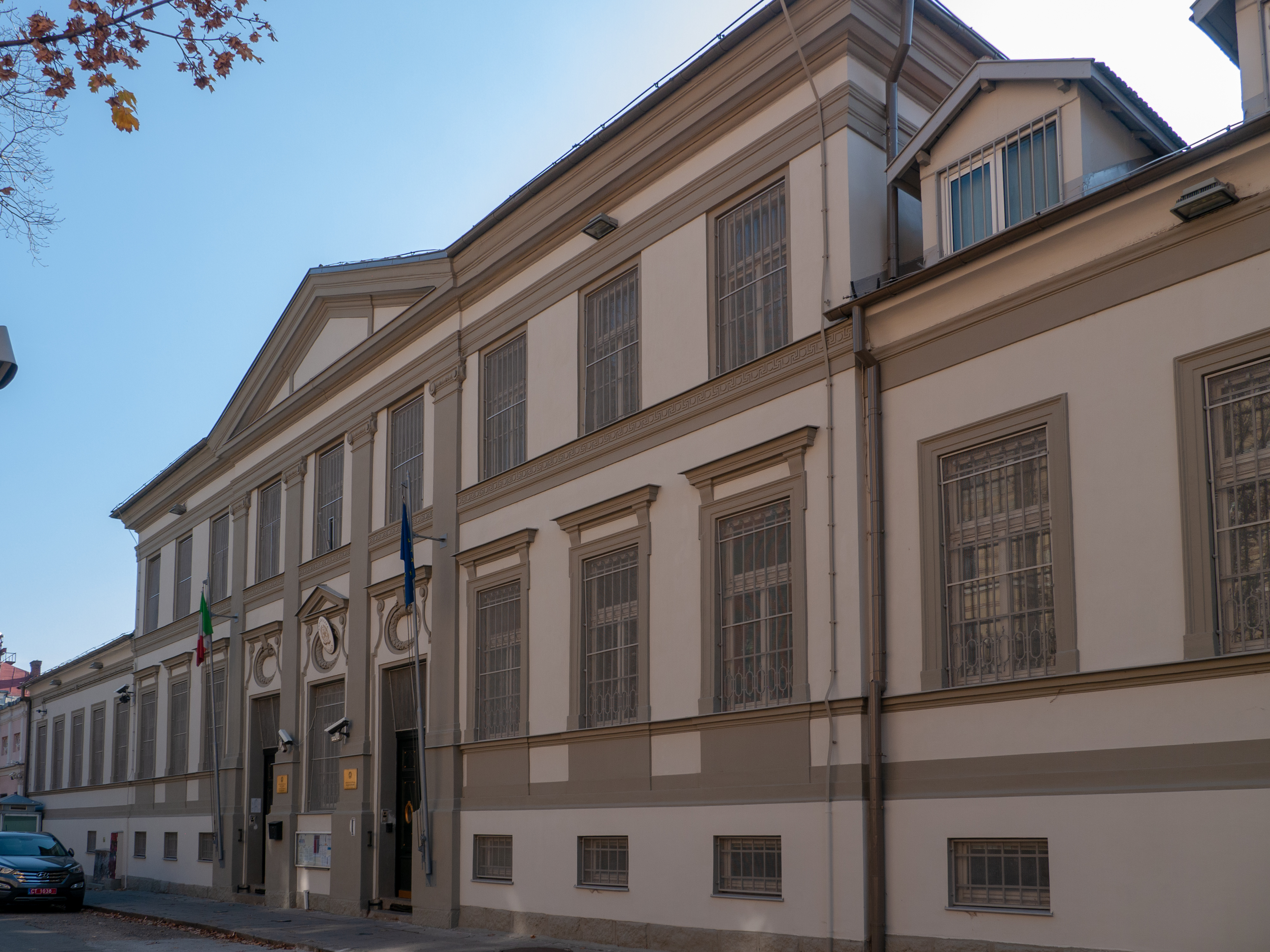
Ambasada Italiei
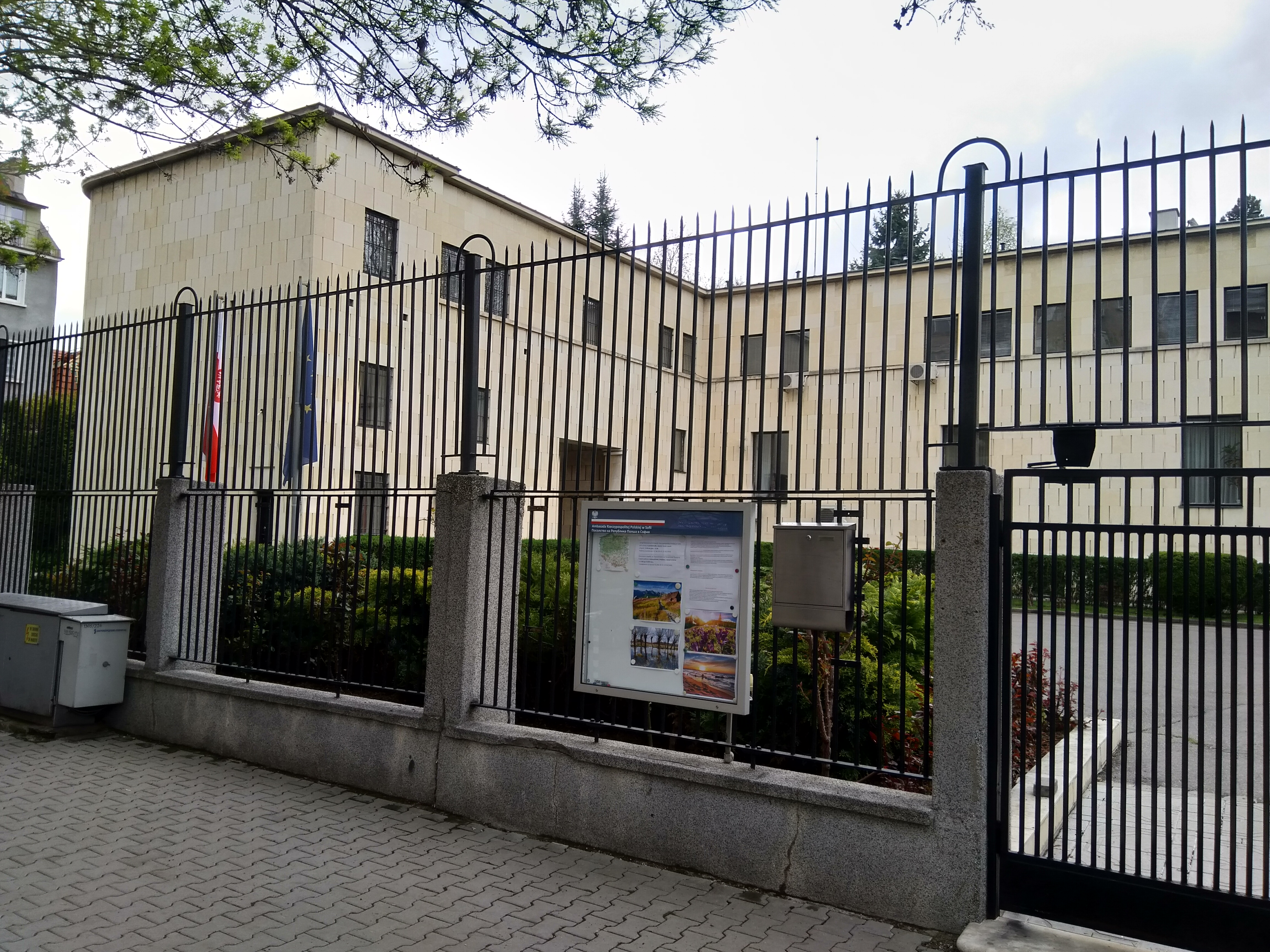
Ambasada Poloniei
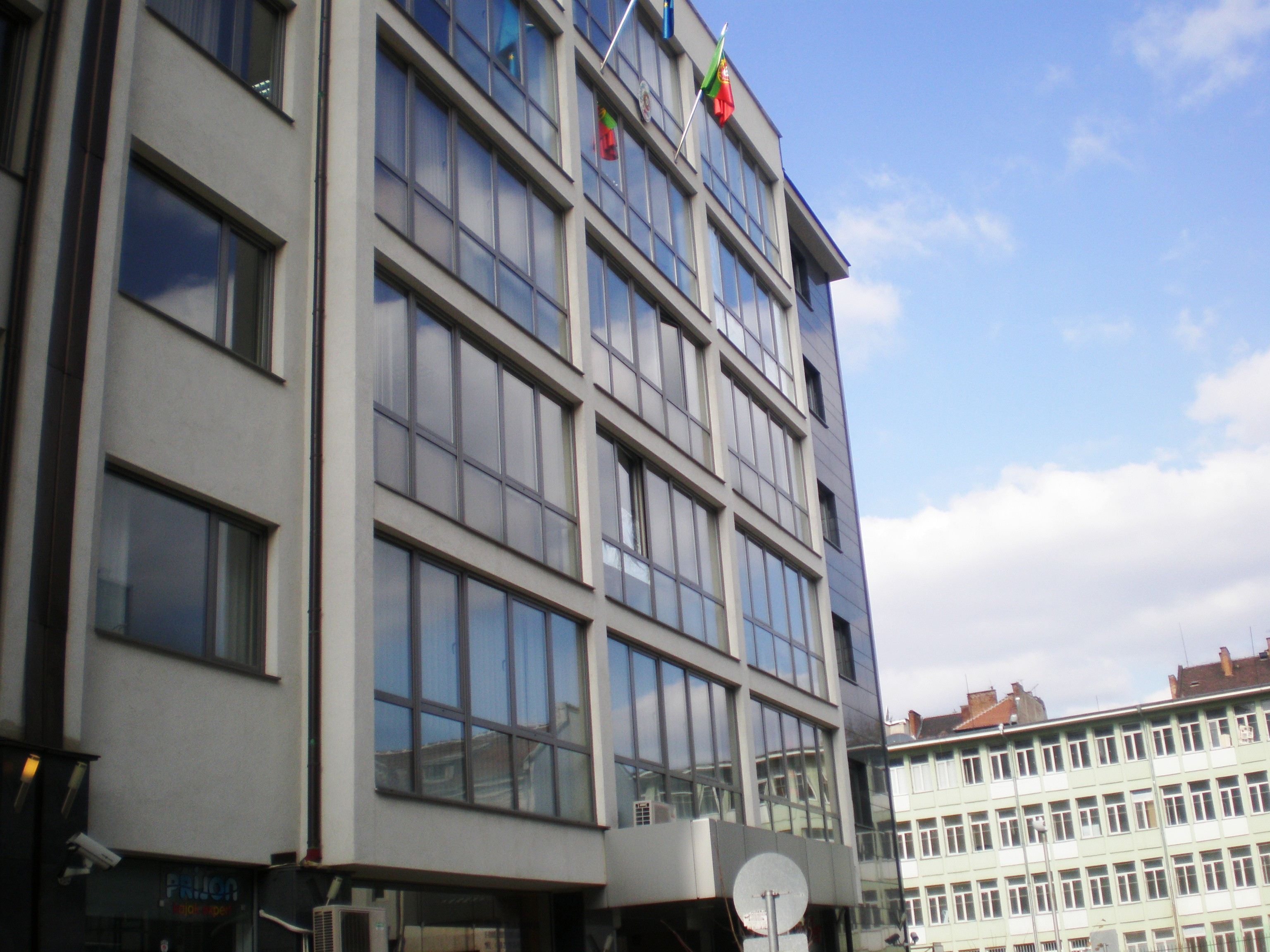
Ambasada Portugaliei
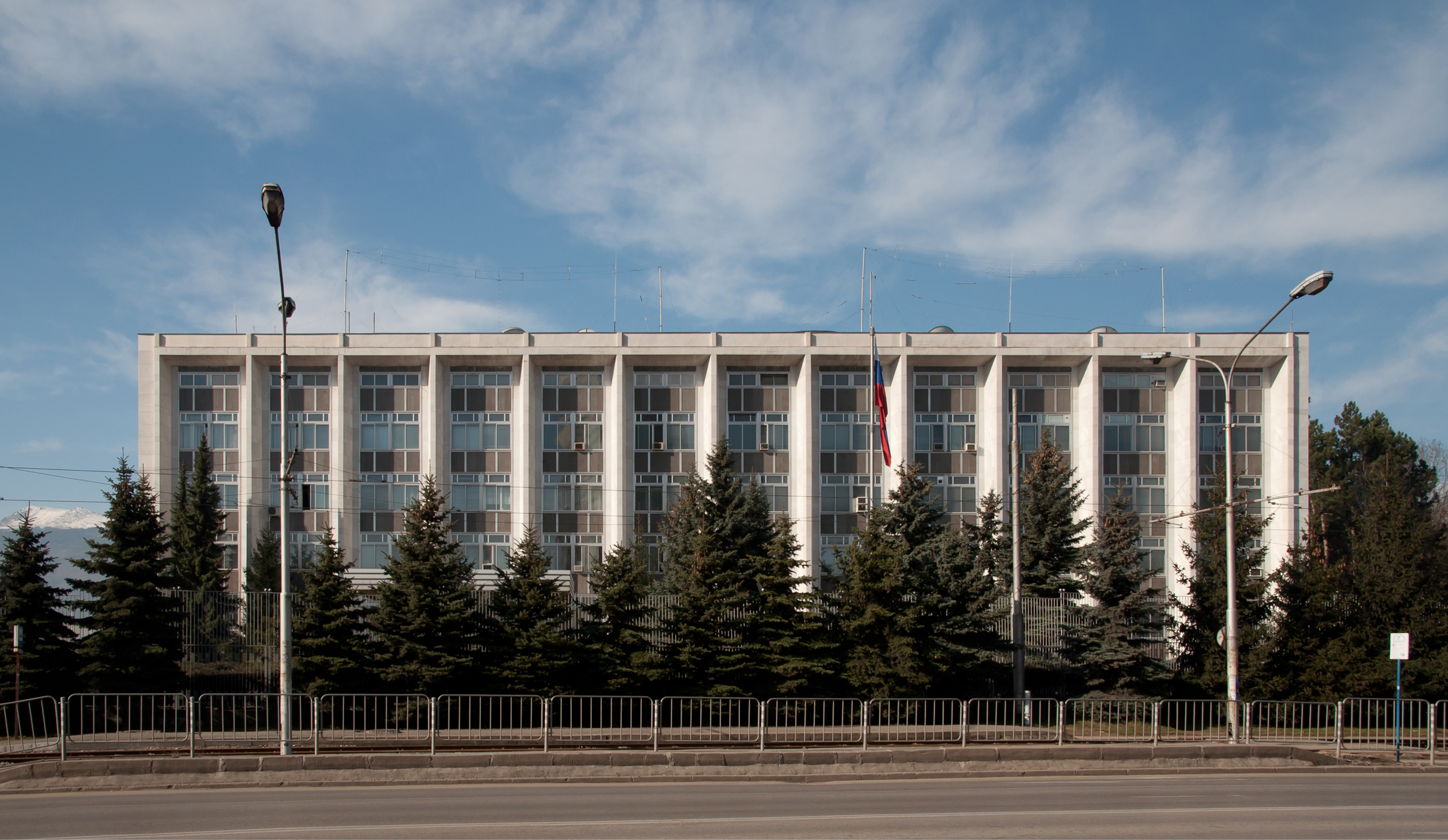
Ambasada Rusiei
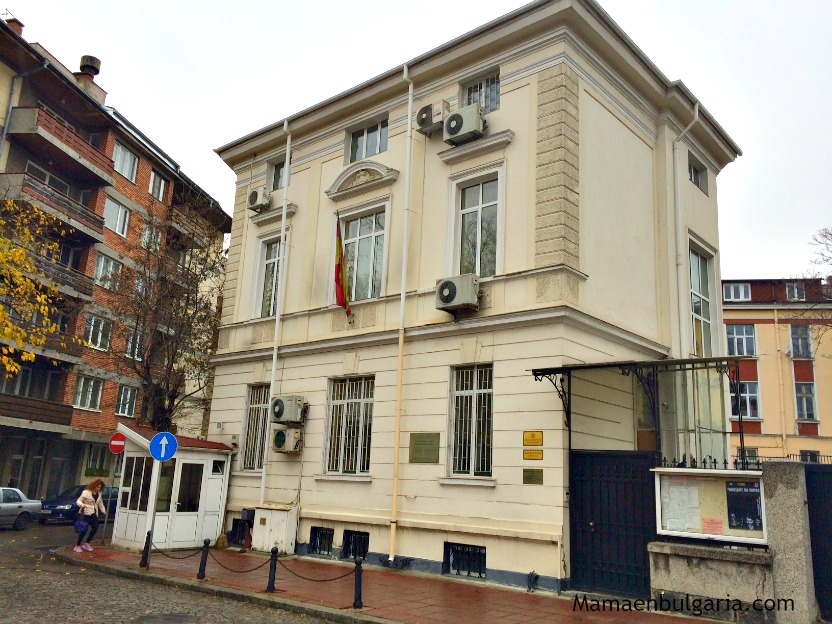
Ambasada Spaniei
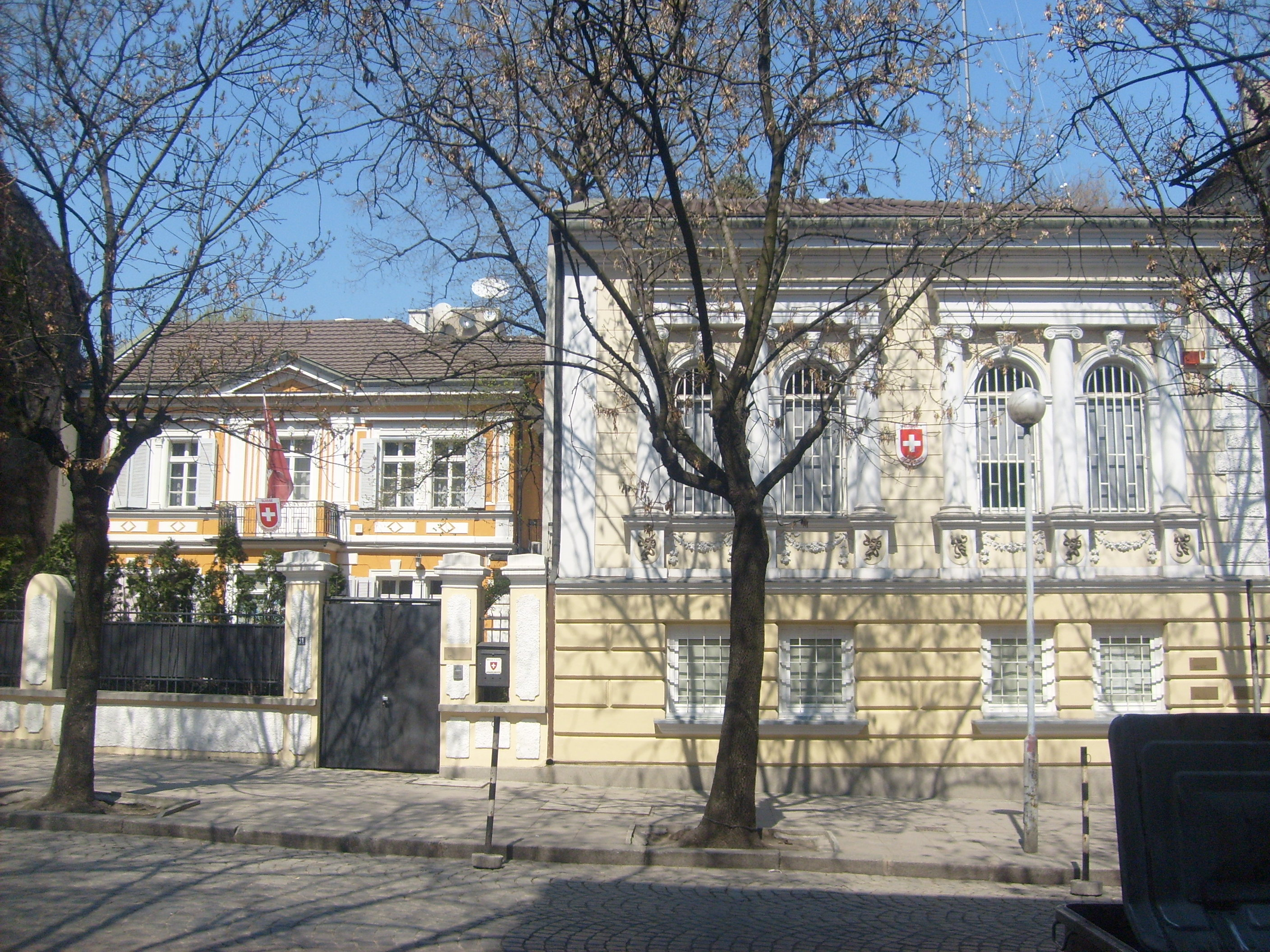
Ambasada Elveției
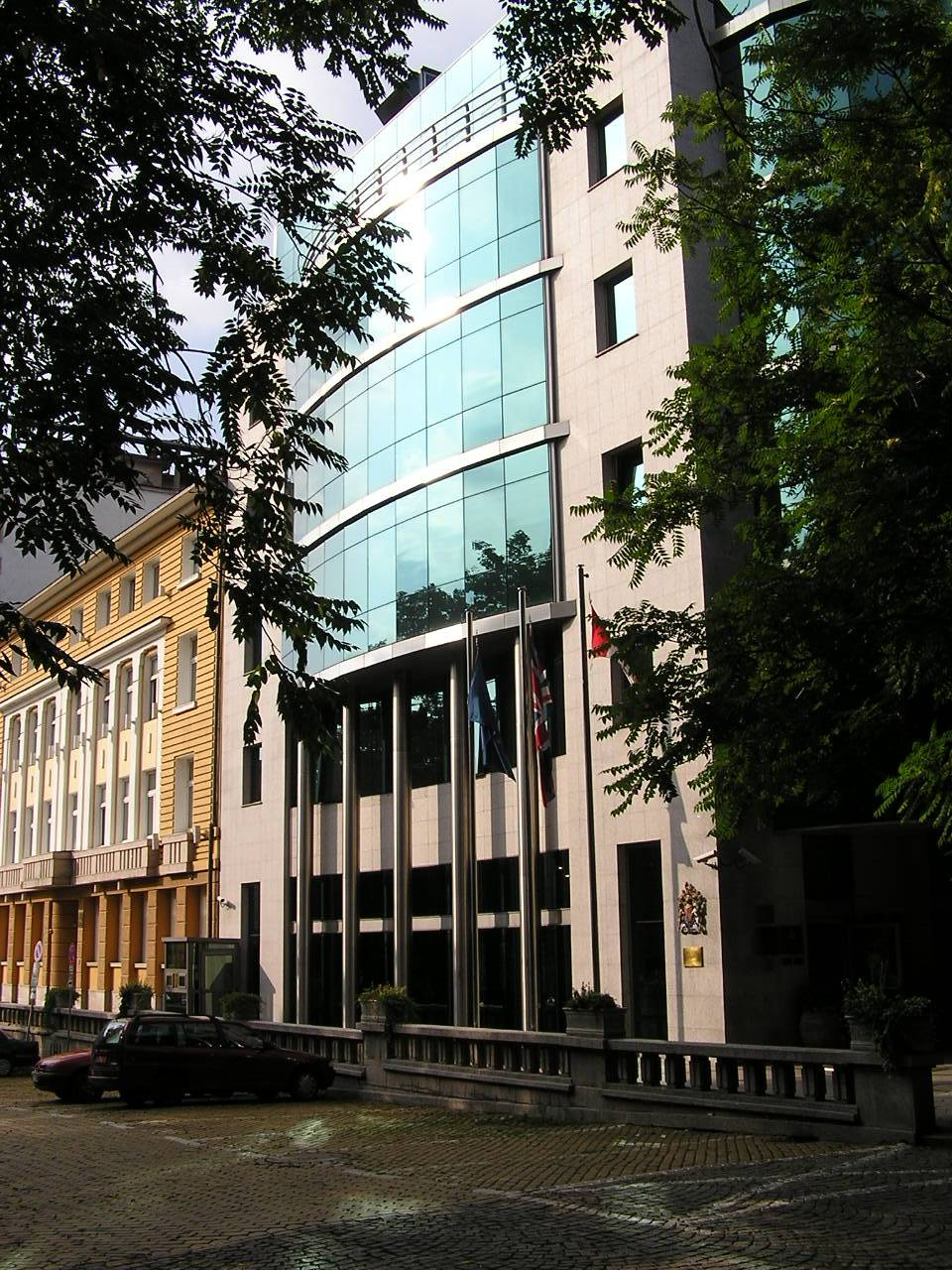
Ambasada Regatului Unit
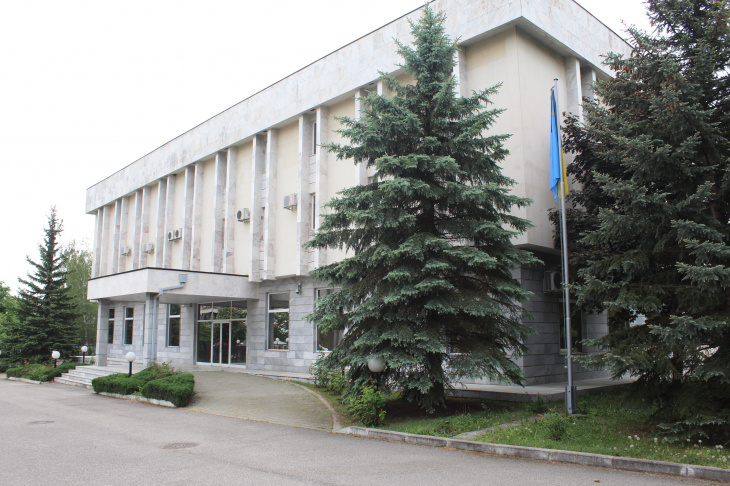
Ambasada Ucrainei
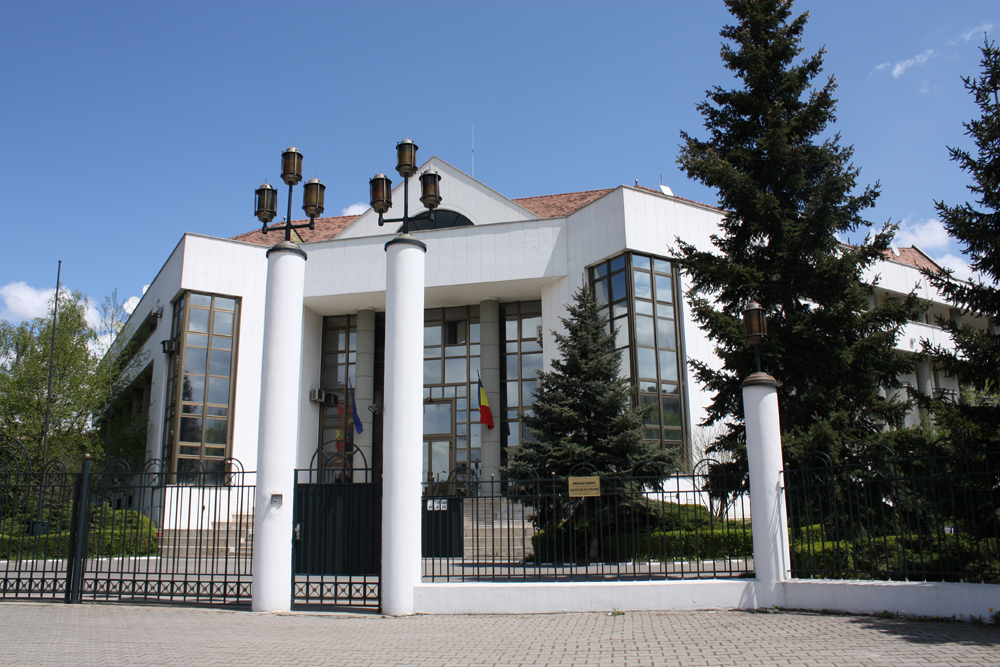
Ambasada României

### Consulate

#### Burgas
- Turcia

#### Plovdiv
- Turcia

#### Ruse
- Rusia

#### Varna
- Rusia

### Ambasade nerezidente acreditate în Bulgaria
Rezidente în Ankara, Turcia:
- Bangladesh
- Ghana
- Kenya[1]
- Singapore
- Uzbekistan

Rezidente în Belgrad, Serbia:
- Angola
- Guineea
- Myanmar
- Tunisia

Rezidente în Berlin, Germania:
- Bahrain
- Mauritania
- Nepal[2]
- Niger
- Tanzania
- Uganda

Rezidente în București, România:
- Canada
- Chile
- Estonia
- Iordania
- Lituania
- Malaysia
- Nigeria
- Norvegia
- Thailanda
- Uruguay
- Venezuela

Rezidente în Moscova, Rusia:
- Burundi
- Camerun
- Ciad
- Eritreea
- Gabon
- Guineea-Bissau
- Madagascar
- Mozambic
- Nepal
- Sierra Leone
- Somalia
- Tadjikistan
- Turkmenistan

Rezidente în Roma, Italia:
- Burkina Faso
- Coasta de Fildeș
- Lesotho
- Nicaragua
- Paraguay

Rezidente în Viena, Austria:
- Republica Dominicană
- Laos
- Oman
- Namibia

Rezidente în Varșovia, Polonia:
- Columbia
- Islanda[3]
- Letonia
- Sri Lanka

Rezidente în Bruxelles, Belgia:
- Capul Verde
- Republica Centrafricană
- Noua Zeelandă
- Seychelles

Rezidente în alte orașe:
- Andorra - Andorra la Vella
- Australia - Atena
- Benin - Geneva
- Republica Democrată Congo - Praga
- Ecuador - Budapesta
- Etiopia - Geneva
- Guatemala - Tel Aviv
- Malta  - La Valletta
- Mexic - Budapesta
- Panama - Atena
- Peru - Atena
- Filipine - Budapesta
- Rwanda - Tel Aviv[4]
- San Marino  - San Marino
- Suedia - Stockholm
- Eswatini - Londra
- Zambia - Paris

### Misiuni diplomatice încheiate
| Oraș    | Țară      | Tip              | Anul închiderii | Note   |
| ------- | --------- | ---------------- | --------------- | ------ |
| Sofia   | Columbia  | ambasadă         | 1999            | [ 5 ]  |
| Sofia   | Estonia   | ambasadă         | 2012            | [ 6 ]  |
| Sofia   | Laos      | ambasadă         | 1993            | [ 7 ]  |
| Sofia   | Lituania  | ambasadă         | -               | [ 8 ]  |
| Sofia   | Mexic     | ambasadă         | 1989            | [ 9 ]  |
| Sofia   | Norvegia  | ambasadă         | 2016            | [ 10 ] |
| Sofia   | Peru      | ambasadă         | 2003            | [ 11 ] |
| Sofia   | Sudan     | ambasadă         | 2018            | [ 12 ] |
| Sofia   | Suedia    | ambasadă         | 2010            | [ 13 ] |
| Sofia   | Uruguay   | ambasadă         | 2002            | [ 14 ] |
| Sofia   | Venezuela | ambasadă         | 2020            | [ 15 ] |
| Plovdiv | Grecia    | consulat general | 2016            | [ 16 ] |
| Varna   | Polonia   | consulat general | 2008            | [ 17 ] |
| Varna   | Ucraina   | consulat general | 2014            | [ 18 ] |